# Waga Hamminga
Waga Hamminga – liczba symboli w ciągu znaków innych niż symbol zerowy zastosowanego alfabetu. Jest równoważna odległości Hamminga pomiędzy danym ciągiem znaków a ciągiem o tej samej długości składającym się z samych zer. W przypadku ciągu binarnego jest liczbą jedynek w tym ciągu.